# Ludwig Persius
Ludwig Persius, né le 15 février 1803 à Potsdam et mort le 12 juillet 1845 au même endroit, est un architecte prussien du courant néo-classique, disciple de Karl Friedrich Schinkel. Il l'assista pour la construction du château de Charlottenhof, et des Bains romains du parc du château de Sans-Souci à Potsdam. Il y construisit la Grande fontaine, la Friedenskirche, l'Orangerie et la tour de guet du Ruinenberg (de).

## Biographie

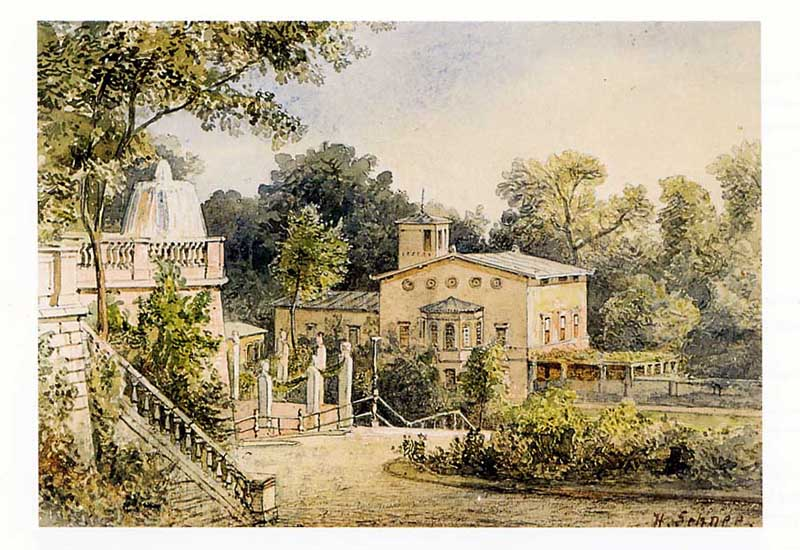
Maison de Hermann Ludwig Sello, jardinier de la cour au château de Sans-Souci

Après ses études au Gymnasium (lycée) de Potsdam, Persius devient apprenti charpentier chez Gotthilf Becker, inspecteur des bâtiments, entre 1817 et 1819. Il entreprend ensuite des études de géomètre à l'Académie d'architecture de Berlin de 1819 à mars 1821. Il devient alors conducteur de travaux à Potsdam, en particulier sur les chantiers de Schinkel. Il participe aussi à la construction du château et de la chapelle du comte Potocki près de Cracovie.
Persius entre en 1824 à l'union des architectes de Berlin. Il est architecte sous les ordres de Schinkel pour la construction du château de Glienicke. En 1826, il est accepté comme architecte par l'Académie d'architecture de Berlin et travaille au chantier de Charlottenhof.
Persius épouse Pauline Sello (1808-1883) en 1827. C'est la sœur de Hermann Sello (1800-1876), directeur des jardins de la cour de Prusse, et membre de la dynastie des jardiniers du même nom. De leur union sont issus Élisabeth (1829-1880), Paul (de) (1832-1902), Marie (1834-1847), Reinhold (de) (1835-1912), Conrad (1836-1903) et Felix (1842-1885).
Persius est nommé inspecteur des bâtiments de Potsdam en 1829. C'est en 1833 qu'il bâtit sa première construction selon ses propres plans: le Moulin des Bains romains à Sans-Souci qui est la maison du jardinier. En 1834, il est nommé inspecteur des travaux de la cour de Prusse.
Il entreprend un voyage en Rhénanie en 1840, afin d'étudier les châteaux, les églises et l'architecture locale. Il se rend à Heidelberg, à Bacharach, au château de Stolzenfels, à la forteresse d'Ehrenbreitstein, etc. Il poursuit ensuite vers Paris en 1841, puis Strasbourg, Munich, Andernach, Remagen avec Rolandswerth, Bad Godesberg, et Cologne. L'année suivante en 1842, il repart en voyage d'études, cette fois-ci à Lehnin, en particulier pour l'ancienne abbaye cistercienne et ses domaines, à Chorin (ou se également une abbaye cistercienne), à Halle et enfin à Erfurt.
Le roi Frédéric-Guillaume IV le nomme architecte de la cour en 1841. Il est conseiller des travaux publics du royaume l'année suivante et membre de la haute intendance des travaux. Il collabore à cette époque avec le fameux prince von Pückler-Muskau.
Persius voyage encore en 1843 en Rhénanie, à Bingen, Bad Godesberg et Trèves. L'année suivante à Muskau et aux Pays-Bas. En 1845, année de sa mort, il voyage dans le midi de la France et en Italie via Nîmes, Marseille, Gênes, Rome, Naples, Vicence, Padoue, Venise et Vérone.
Il meurt le 12 juillet 1845 et est inhumé au cimetière de Potsdam-Bornstedt, où son ami Peter Joseph Lenné sera enterré plus tard.

## Œuvre

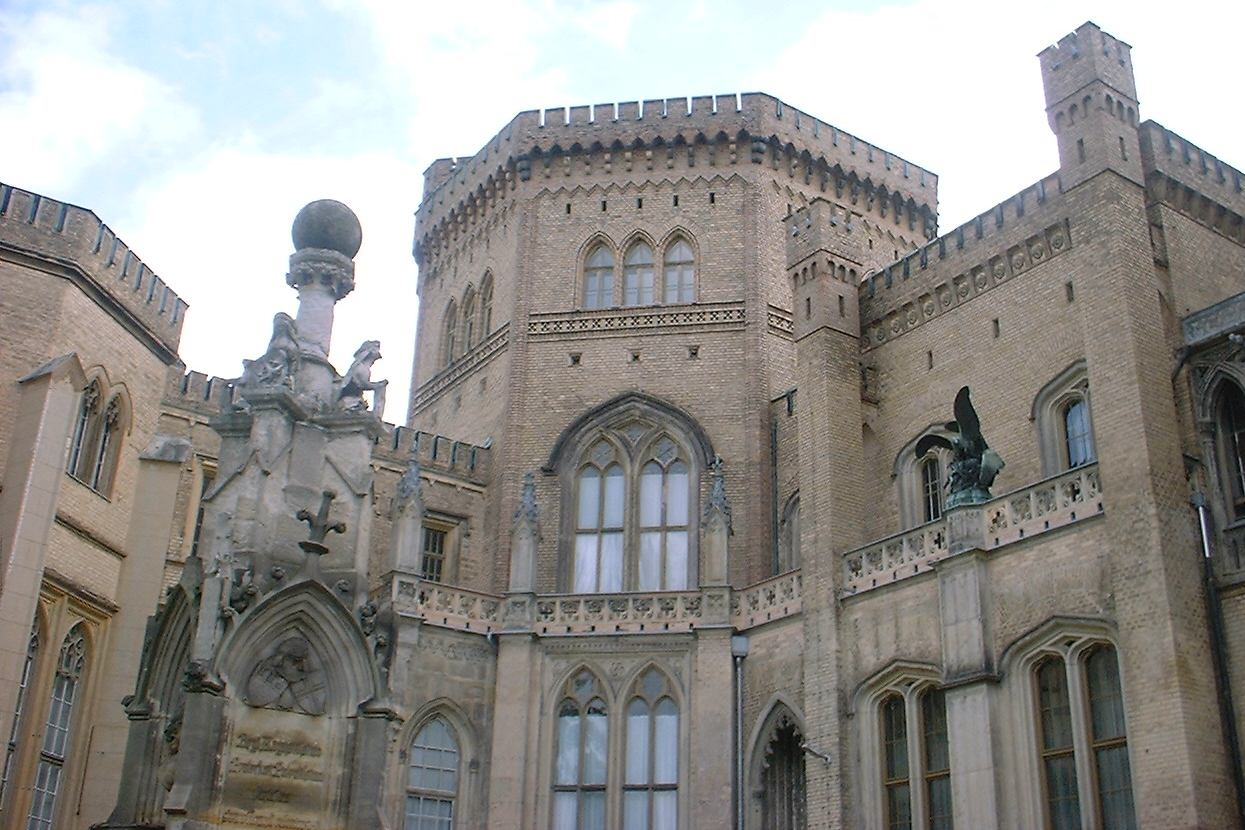
Détail du château de Babelsberg, près de Berlin

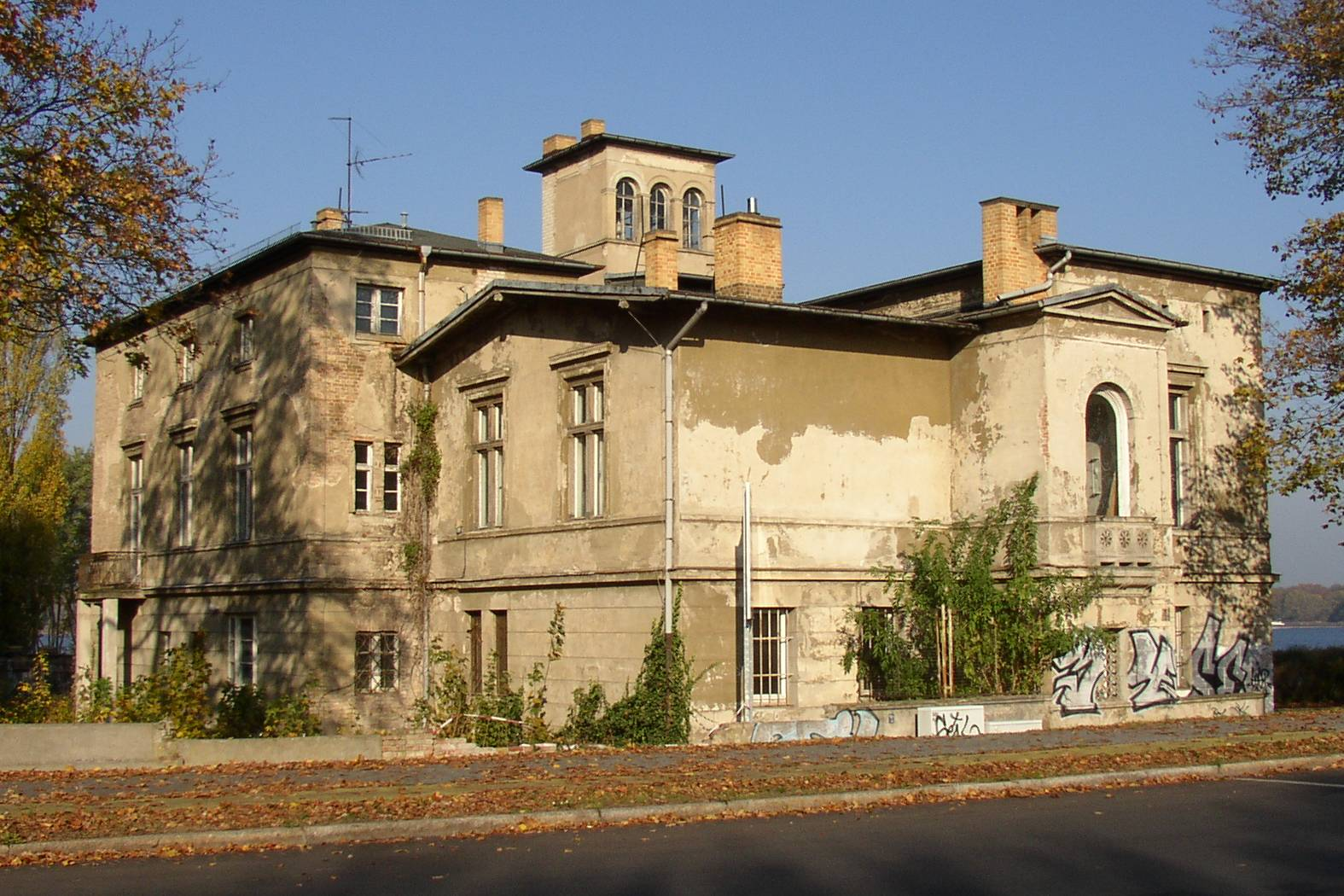
Villa Schöningen

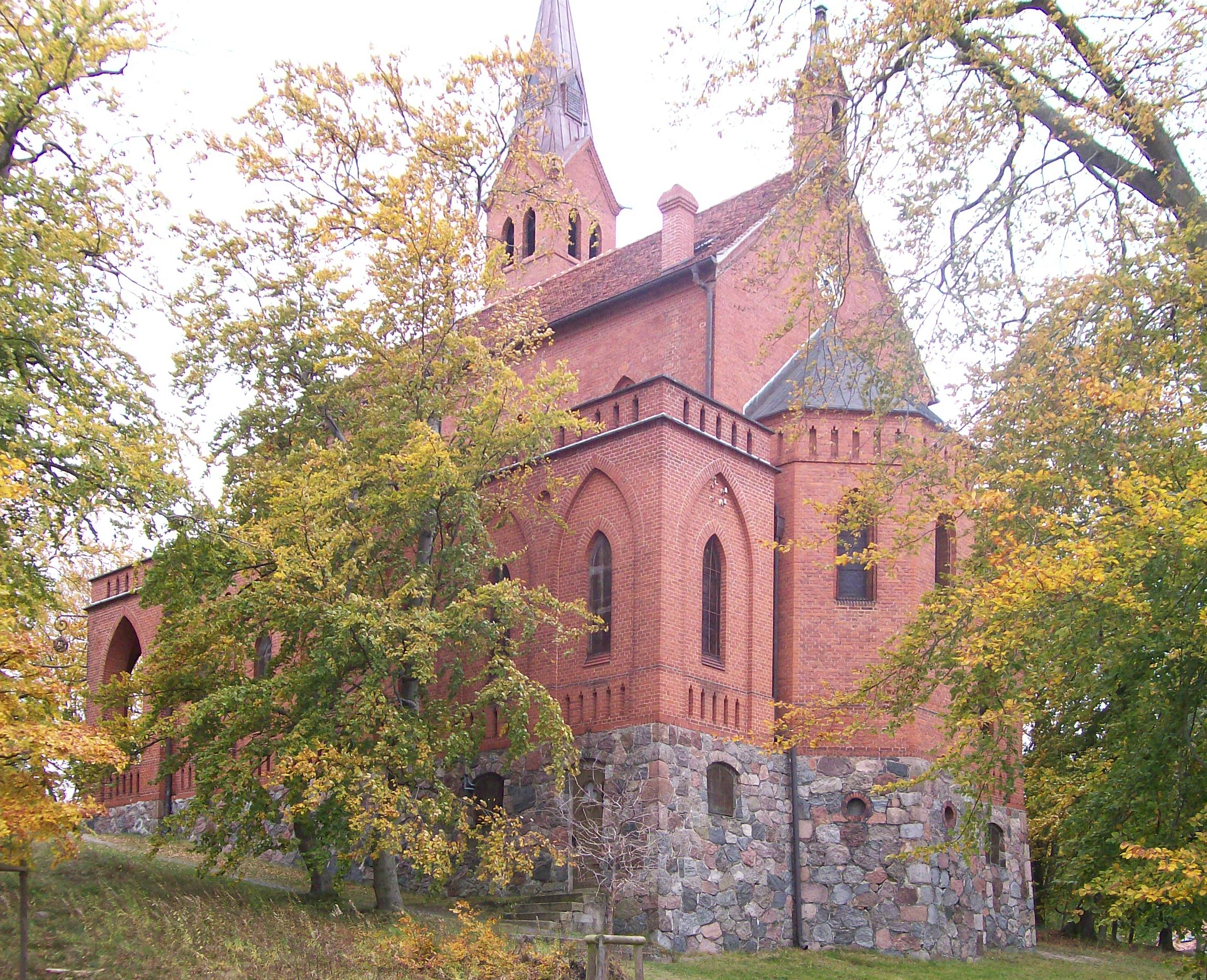
Vue de l'église de la forêt à Heringsdorf

- 1833, maison du jardinier à Sans-Souci, le Moulin
- 1834-1835, pêcheries d'Uetz, près de Potsdam
- 1837-1838, manoir de Dahlen à Gräben, pour la famille von Schierstedt
- 1838-1839, jardinerie, grange, remise, orangerie et serres du château royal de Glienicke, ainsi que le pont du diable
- 1840, stibadium du château de Glienicke
- 1840-1842, aménagements divers à Sans-Souci et à Glienicke
- 1841-1843, maison du cabinet civil royal à Potsdam; maison Sello (aujourd'hui villa Kache) à Potsdam, construite pour son beau-frère Hermann Ludwig Sello; maison des machines à vapeur de Sans-Souci; moulin à vapeur de Potsdam, etc.
- 1841-1844, Heilandskirche, dans le parc du château de Sacrow, près de Potsdam; fontaines, fabriques et petite architecture à Sans-Souci, atrium et pergola du Jardin du paradis de Sans-Souci, etc.
- 1842-1844, faisanderie du château de Charlottenhof
- 1843, maison des matelots à Glienicke, dans le style suisse, plans de la villa Tieck, de l'immeuble Ahok, de la villa Illaire, à Potsdam
- 1843-1844, maison Brandt à Potsdam, orangerie du parc du château de Muskau, maison de prières à Lehnin, Laiterie du nouveau jardin de Potsdam
- 1843-1845, agrandissement du château de Babelsberg; villa Schöningen (de) à Potsdam
- 1844, plans de la Tour normande du Ruinenberg à Potsdam (qui sera construite par Ferdinand von Arnim); plans de l'église de Saarmund, et de divers bâtiments agricoles dans différents châteaux
- 1844-1846, villa Tiedke à Potsdam
- 1845, plans de l'église de Heringsdorf, la Kirche im Walde (de) (l'église de la forêt)

## Source
- (de) Cet article est partiellement ou en totalité issu de l’article de Wikipédia en allemand intitulé « Ludwig Persius » (voir la liste des auteurs).